# Фредерік Герпул
Фредерік Герпул (нід. Frédéric Herpoel, нар. 16 серпня 1974, Монс, Бельгія) — бельгійський футболіст, що грав на позиції воротаря.
Виступав, зокрема, за клуби «Андерлехт» та «Гент», а також національну збірну Бельгії.

## Клубна кар'єра
Народився 16 серпня 1974 року в місті Монс. Вихованець футбольної школи клубу «Андерлехт». Дорослу футбольну кар'єру розпочав 1993 року в основній команді того ж клубу, в якій провів чотири сезони, взявши участь у 4 матчах чемпіонату. 
Своєю грою за цю команду привернув увагу представників тренерського штабу клубу «Гент», до складу якого приєднався 1997 року. 2004 року був визнаний найкращим воротарем чемпіонату Бельгії. Відіграв за команду з Гента наступні десять сезонів своєї ігрової кар'єри. Більшість часу, проведеного у складі «Гента», був основним голкіпером команди.
Завершив професійну ігрову кар'єру у клубі «Монс», за команду якого виступав протягом 2007—2010 років.

## Виступи за збірну
1999 року дебютував в офіційних матчах у складі національної збірної Бельгії. Протягом кар'єри у національній команді провів у формі головної команди країни 7 матчів.
У складі збірної був учасником чемпіонату Європи 2000 року у Бельгії та Нідерландах та чемпіонату світу 2002 року в Японії і Південній Кореї.

## Титули і досягнення
- Чемпіон Бельгії:

«Андерлехт»: 1993-94, 1994-95
- Володар кубка Бельгії:

«Андерлехт»: 1993-94
- Володар Суперкубка Бельгії:

«Андерлехт»: 1993, 1995